# Архиепархия Луанды
Архиепархия Луанды (лат. Archidioecesis Luandensis) — архиепархия Римско-Католической церкви с центром в городе Луанда, Ангола. В митрополию Луанды входят епархии Вианы, Кабинды, Кашито, Мбанза-Конго, Сумбе. Кафедральным собором архиепархии Луанды является церковь Святейшего Спасителя.

## История
20 мая 1596 года Климент VIII издал буллу «Super specula», которой учредил епархию Сан-Салвадора-да-Конго в Анголе, выделив её из архиепархии Сан-Томе и Принсипи (сегодня — Епархия Сан-Томе и Принсипи). В этот же день епархия Сан-Салвадор-да-Конго в Анголе вошла в митрополию Лиссабона.
Епархия несколько раз переименовывалась: с 1609 года она называлась Сан-Паулу-де-Луанда-Конго в Анголе, в 1623 году — Сан-Салвадора-да-Конго в Анголе, с 1628 года — Сан-Паулу-де-Луанда-Конго в Анголе, с 1716 года — Санта-Крус-де-Рейньо в Анголе.
16 ноября 1616 года епархию вошла в митрополию Сан-Салвадора-да-Баия. 13 января 1844 года Римский папа Григорий XVI издал буллу «Quae olim», которой вернул епархию в Патриархат Лиссабона.
4 сентября 1940 года Римский папа Пий XII издал буллу «Sollemnibus Conventionibus», которой передал часть территории епархии Санта-Крус-де-Рейньо в Анголе новым епархиям Нова-Лисбоа (сегодня — Архиепархия Уамбо) и Силва-Порту (сегодня — Епархия Куито-Бие). В этот же день епархия Санта-Крус-де-Рейньо в Анголе была возведена в ранг архиепархии с современным названием.
В следующие годы архиепархия Луанды передала часть своей территории для возведения новых церковных структур:
- 25 ноября 1957 года — епархии Маланже (сегодня — Архиепархия Маланже);
- 14 марта 1967 года — епархии Кармоны и Сан-Салвадора (сегодня — Епархия Уиже);
- 10 августа 1975 года — епархии Нова-Редонду (сегодня — Епархия Сумбе);
- 2 июля 1984 года — епархии Кабинды;
- 26 марта 1990 года — епархии Ндалатандо;
- 6 июня 2007 года — епархиям Кашито и Вианы.

## Ординарии архиепархии
- епископ Miguel Rangel O.F.M.[1] (20.05.1596 — 16.08.1602);
- епископ Antonio de Santo Estevão O.P. (15.07.1604 — апрель 1608);
- епископ Мануэль Баутиста Соареш O.F.M. (25.05.1609 — апрель 1620);
- епископ Simon Mascarenhas O.F.M. (15.02.1621 — 13.10.1624);
  - Sede vacante (1624—1627);
- епископ Francisco de Soveral O.S.A. (8.02.1627 — 5.01.1642);
  - Sede vacante (1642—1671);
- епископ Pedro Sanches Farinha (22.06.1671 — 30.11.1671);
- епископ António do Espirito Santo O.C.D. (14.11.1672 — 12.01.1674);
- епископ Manuel da Natividade O.F.M. (2.12.1675 — 8.12.1685);
- епископ João Franco de Oliveira (9.06.1687 — 9.01.1692) — назначен архиепископом Сан-Салвадора-да-Баия;
- епископ José de Oliveira O.S.A. (19.07.1694 — 9.09.1700);
- епископ Luis Simões Brandão (6.02.1702 — 24.02.1720);
- епископ Manuel a Santa Catharina O.Carm. (20.03.1720 — 1.11.1732);
  - Sede vacante (1732—1738);
- епископ Antônio de Nossa Senhora do Desterro Malheiro (3.09.1738 — 15.12.1745) — назначен епископом Рио-де-Жанейро;
- епископ Manoel de Santa Ines Ferreira O.C.D. (15.12.1745 — 6.08.1779) — назначен 1 архиепископом Сан-Салвадора-да-Баия;
- епископ Luis da Anunciação Azevedo O.P. (17.06.1771 — 8.11.1784);
- епископ Alexandre da Sagrada Familia Ferreira da Silva O.F.M. (14.11.1785 — 23.11.1787);
  - Sede vacante (1787—1791);
- епископ Luiz de Brito Homem O.S.B. (17.12.1791 — 24.05.1802) — назначен епископом Сан-Луиш-до-Мараньяна;
- епископ Joaquim Maria Mascarenhas Castello Branco (20.12.1802 — апрель 1807);
  - Sede vacante (1807—1814);
- епископ João Damasceno Da Silva Póvoas (19.12.1814 — 21.02.1826);
  - Sede vacante (1826—1846);
- епископ Sebastião da Anunciação Gomes de Lemos O.C.D. (16.04.1846 — 1848);
- епископ Joaquim Moreira Reis O.S.B. (28.09.1849 — 10.03.1857);
- епископ Manuel de Santa Rita Barros T.O.R. (23.03.1860 — 3.01.1862);
- епископ José Lino de Oliveira (21.12.1863 — 1.07.1871);
- епископ Tommaso Gomes de Almeida (4.08.1871 — 22.09.1879);
- епископ José Sebastião d’Almeida Neto O.F.M. (22.09.1879 — 9.08.1883) — назначен патриархом Лиссабона;
- епископ António Tomé da Silva Leitão e Castro (27.03.1884 — 1.06.1891);
- епископ António Dias Ferreira (1.06.1891 — 7.03.1901);
- епископ Antonio José Gomes Cardoso (21.06.1901 — 12.08.1904);
- епископ António Barbosa Leão (26.04.1906 — 26.04.1907) — назначен епископом Фару;
- епископ João Evangelista de Lima Vidal (31.03.1909 — 9.12.1915);
  - Sede vacante (1915—1932);
- архиепископ Moisés Alves de Pinho C.S.Sp. (7.04.1932 — 17.11.1966);
- архиепископ Manuel Nunes Gabriel (17.11.1966 — 19.12.1975);
- архиепископ Eduardo André Muaca (19.12.1975 — 31.08.1985);
- кардинал Алешандри ду Нашсименту (16.02.1986 — 23.01.2001);
- архиепископ Дамиан Антониу Франклин (23.01.2001 — 28.04.2014);
- архиепископ Filomeno do Nascimento Vieira Dias (с 8.12.2014).

## Источник
- Annuario Pontificio, Libreria Editrice Vaticana, Città del Vaticano, 2003, ISBN 88-209-7422-3
- Булла Super specula Архивная копия от 30 июля 2016 на Wayback Machine, Bullarium patronatus Portugalliae regum, Tomus I, pp. 256—258  (лат.)
- https://archive.org/stream/iurispontificii01martgoog#page/n337/mode/1up  Булла Quae olim], in Raffaele de Martinis, Iuris pontificii de propaganda fide. Pars prima, Tomo V, Romae 1893, стр. 327  (лат.)
- Булла Sollemnibus Conventionibus Архивная копия от 2 февраля 2020 на Wayback Machine, AAS 33 (1941), стр. 14  (лат.)
- Pius Bonifacius Gams, Series episcoporum Ecclesiae Catholicae Архивная копия от 26 июня 2015 на Wayback Machine, Leipzig 1931, стр. 473  (лат.)
- Konrad Eubel, Hierarchia Catholica Medii Aevi, vol. 4 Архивная копия от 4 октября 2018 на Wayback Machine, стр. 159—160; vol. 5, стр. 168—169;vol. 6, стр. 179  (лат.)